# Pyžamo

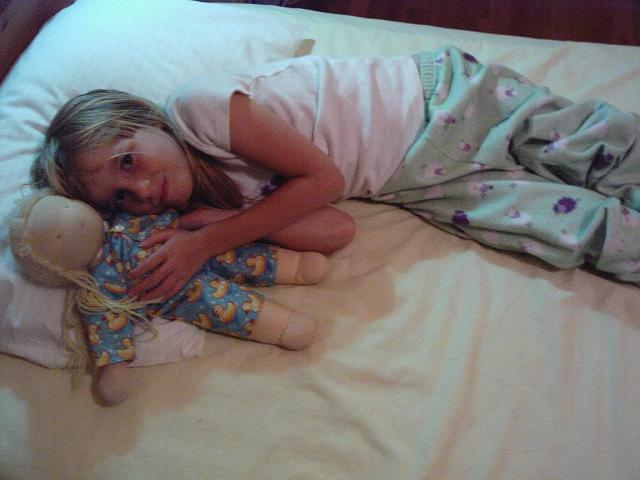
Dětské pyžamo

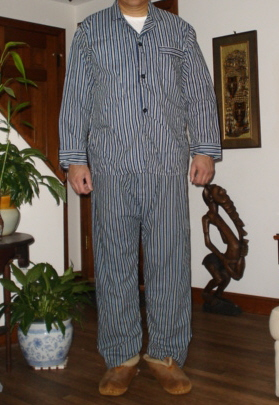
Pánské pyžamo

Pyžamo je druh oblečení, které se používá pro spaní. Charakteristickým znakem pyžama je, že je tvořeno horním a spodním dílem (na rozdíl od noční košile a overalu, které jsou jednodílné). Spodní díl kalhotového střihu je uchycen v pase zpravidla na pruženku (gumu).

## Historie
Oblečení podobné pyžamům bylo v Indii typickým oblečením pro celodenní nošení. Odtud ho také převzali britští kolonizátoři během jejich přítomnosti v 18. a 19. století. Větší rozšíření pyžam ve světě začalo až na počátku 20. století, a to nejdříve pánskými a chlapeckými pyžamy. Do té doby byly jediným druhem nočního oblečení noční košile.

## Jazyková poznámka
- Slovo je do češtiny převzato přes angličtinu (pyjamas) z hindustánštiny (पाजामा). Do islámského světa v Indii se dostalo jako slovo perského původu (پايجامه).
- V českém pravopisu lze toto slovo psát pouze tvrdě: „pyžamo“, nikoli měkce: „pižamo“.[1][2]

## Druhy pyžam
Pyžama lze podle vzhledu rozdělit do těchto základních kategorií:
- tričkové – horní díl bez límce, přetahuje se přes hlavu, rukávy dlouhé i krátké, nohavice krátké i dlouhé
- klasické – kabátek košilového střihu s límcem a zapínáním na knoflíky po celé délce, rukávy dlouhé, kalhoty s dlouhými nohavicemi
- ostatní – kombinace různých triček či košilek a spodního prádla, které původně nebyly určeny ke spaní

V poslední době se stírá rozdíl mezi tričkovým druhem pyžama a domácím oblečením.

## Materiál
Většina pyžam je vyrobena z bavlněného či směsového úpletu (tričkové) nebo bavlněné či směsové tkaniny (klasické).

## Současnost
V současné době je pyžamo běžný druh nočního prádla. Pyžama používají muži i ženy, ale u mužů jsou pyžama ve větší oblibě.

## Galerie

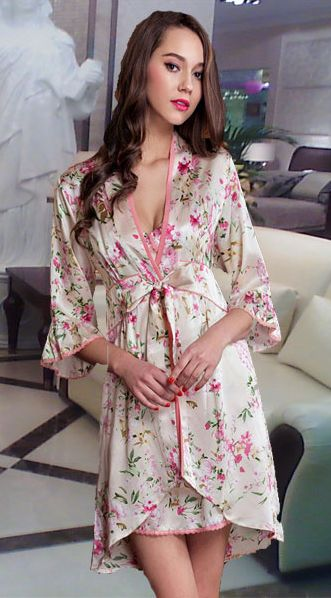
Žena v pyžamu
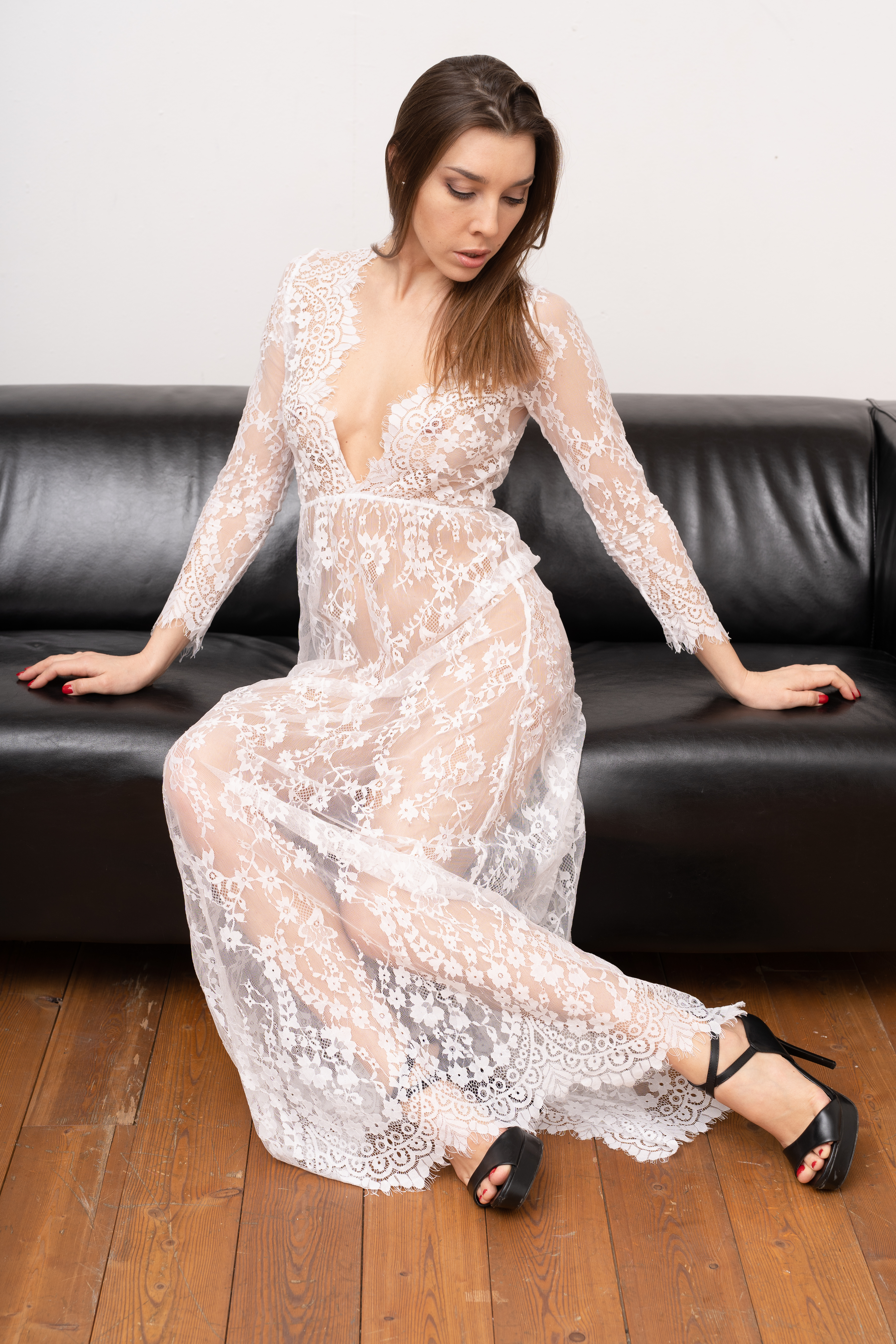
Negližé - dámské pyžamo